# 녹티스 장
녹티스 장(중국어 간체자: 臧新宇 짱신위[*], 한자음: 장신우, 영어: Noctis Zang, 1994년 11월 18일 ~ )는 일본의 고딕 메탈 가수로, 중화인민공화국 출신다.